# 国家主権と国益を守るために行動する議員連盟
国家主権と国益を守るために行動する議員連盟（こっかしゅけんとこくえきをまもるためにこうどうするぎいんれんめい）は、日本の超党派の保守系議員連盟。
2010年9月7日に発生した尖閣諸島中国漁船衝突事件では日本政府の対応に与野党双方から批判の声が相次ぎ、議連を設立する機運が高まった。9月27日に準備会合が行われ、与野党から約10人の議員が出席。10月1日に設立総会が開かれ、27議員が出席した。
先述の衝突事件に対する日本政府の対応の検証だけでなく、安全保障に関する意識の共有を目的としている。
ただし、既に似たような趣旨で、共同座長の原口一博自身も所属している「日本の領土を守るため行動する議員連盟」が存在しており、特に民主、自民両党からの参加者については自身の党の執行部と距離をおく議員が多い傾向もあることから、その設立意図を疑問視する声もある。また、2010年9月民主党代表選挙で菅直人ではなく小沢一郎を支持した原口が、民主党内に新しいグループを結成する布石ではないか、との見方もあった。

## 活動
2010年10月4日に中山義隆石垣市長らと国会議事堂内で意見交換。領海侵犯に対する適正な対応の要請を受けた。同年10月9日には原口一博、藤田幸久、河井克行、柿沢未途の4議員がヘリコプターで上空から尖閣諸島の視察を行った。
当面は国境に近い離島の振興法案、また国境警備を強化するための予算要求などを政府に提言する方針である。11月5日には、それまで一般には公開してこなかった尖閣諸島中国漁船衝突事件の一部始終を記録した海上保安庁撮影のビデオがYouTubeに流出する事件（尖閣諸島中国漁船衝突映像流出事件）が起き、これを受け同日にビデオの全面公開を申し入れるなどの要望書をまとめた。要望書には他に、国境に近い離島の振興強化、民有地である尖閣諸島の国有化、領海侵犯罪の新設、領海警備を自衛隊に行わせる、などのための新法制定・法律改正も含まれている。

## 所属議員
※2010年10月1日の設立総会に出席した議員（27人）を掲載する。

### 立憲民主党
- 原口一博（共同座長）
- 川内博史
- 渡辺周

### 自由民主党
- 岩屋毅（共同座長）
- 城内実
- 新藤義孝
- 田中和徳
- 平井卓也
- 古川俊治

## 所属していた議員
- 中津川博郷
- 中後淳
- 瑞慶覧長敏
- 橘秀徳
- 石山敬貴
- 高橋昭一
- 米長晴信
- 徳田毅
- 北村茂男
- 木村太郎
- 松浪健太
- 三宅雪子
- 藤田幸久
- 愛知治郎
- 河井克行
- 下地幹郎
- 柿沢未途
- 塚田一郎